# خسرو فرحی
خسرو فرحی (زاده ۸ اردیبهشت ۱۳۴۵ تهران) سیاست‌مدار، بانکدار و مدیر ارشد اجرایی ایرانی است، که در حال حاضر به‌عنوانعضو هیئت مدیره بانک سپه فعالیت می‌نماید. فرحی از سال ۱۳۹۱ عضو هیئت مدیره پست بانک ایران است و در فاصله سال‌های ۱۳۸۴ تا ۱۳۹۰ نیز معاون مدیرعامل بانک صنعت و معدن بود. وی از سال ۱۳۸۹ تاکنون عضو هیئت مدیره شرکت سرمایه‌گذاری‌های خارجی ایران نیز می‌باشد.